# Entomophaga batkoi
Entomophaga batkoi är en svampart som först beskrevs av Balazy, och fick sitt nu gällande namn av S. Keller 1988. Entomophaga batkoi ingår i släktet Entomophaga och familjen Entomophthoraceae.   Inga underarter finns listade i Catalogue of Life.